# Cheyenne (U-Boot)
Die Cheyenne, auch USS Cheyenne (Kennung: SSN-773), ist ein atomgetriebenes Jagd-U-Boot der Los-Angeles-Klasse der United States Navy, das seit 1996 in Dienst steht.

## Geschichte
Die Cheyenne wurde am 28. November 1989 bestellt, um dann am 6. Juli 1992 bei Newport News Shipbuilding auf Kiel gelegt zu werden. Sie lief am 16. April 1995 vom Stapel. Sie wurde von der Ehefrau des Senators von Wyoming, Mrs. Ann Simpson, nach der Stadt Cheyenne in Wyoming getauft. Am 13. September 1996 wurde sie als 62. und letzte Einheit der Los-Angeles-Klasse in Dienst gestellt. Ihr erster Kommandant war Commander Peter H. Ozimik. Ihre erste Heimatbasis nach den Testfahrten war ab 1998 Pearl Harbor auf Hawaii.
Die Cheyenne diente seitdem als Testplattform für neue Sonardisplays, die auf der Basis kommerziell erhältlicher Flachbildschirme arbeiten.
Im Juli 2002 verließ die Cheyenne als Teil der Trägerkampfgruppe um die Abraham Lincoln Pearl Harbor Richtung Westen. Auf dieser Mission nahm sie an der Operation Iraqi Freedom teil, wo sie als erstes Kriegsschiff eine Salve BGM-109 Tomahawk abfeuerte.
Im Oktober 2004 lief die Cheyenne zu einem Einsatz in den westlichen Pazifik aus.

## Die Cheyenne in der Fiktion
Die Cheyenne wurde in Tom Clancys Roman SSN beschrieben, wie sie in einen Konflikt um die Spratly-Inseln eingreift. Im PC-Spiel dazu, Tom Clancy’s SSN ist die Cheyenne steuerbar.